# Fresnay-le-Gilmert
Fresnay-le-Gilmert är en kommun i departementet Eure-et-Loir i regionen Centre-Val de Loire strax norr om centrala Frankrike. Kommunen ligger i kantonen Chartres-Nord-Est som tillhör arrondissementet Chartres. År 2022 hade Fresnay-le-Gilmert 223 invånare.

## Befolkningsutveckling
Antalet invånare i kommunen Fresnay-le-Gilmert
Referens:INSEE